# الستر (الإسماعيلية)
الستر مصطلح عند الشيعة الإسماعيلية يشير لفترات ستر الإمام وتوكيله وكلاء خلال تاريخهم. وقد تنتهي دور الستر بظهور الإمام من جديد علناً، أو قد تستمر حتى الحاضر. لا يعني الدخول في الستر عند الإسماعيلية أن سلسلة الأئمة توقفت عند الإمام الغائب، مختلفة بذلك عن مفهوم الغيبة عند الشيعة الإثني عشرية.

## تاريخ

### الإسماعيلية ما قبل الفاطمية
بدأت دور الستر الأولى عند الإسماعيليين سنة 765م، بوفاة الإمام جعفر الصادق ، واستمرت حتى إعلان الخلافة الفاطمية سنة 909م، عندما ظهر عبد الله المهدي بالله إماماً وخليفة. 
عندئذ، كان الإمام الإسماعيلي مستورًا، وكان من المتوقع عودته من قبل الإسماعيليين على صفة المهدي أو القائم، وهي شخصية تبشر بآخر الزمان معروفة في مختلف الطوائف. بالنسبة للإسماعيليين الأوائل، كان ذلك المهدي حفيد الصادق محمد بن إسماعيل، الذي نجا من الاضطهاد العباسي بالاختباء (ومن حينها عرف بالـ"مكتوم"). وبينما ظلّ المهدي مختبئاً، إلا أنه مثله وكيل، وهو الدليل الحي على وجود الإمام، أو الحجة.
حتى قبل توليه السلطة، افترق المهدي بالله عن الاعتقاد بأن محمد بن إسماعيل هو الإمام المستور الذي سيعود كالمهدي صاحب آخر الزمان، وأعلن نفسه واحدًا من سلسلة من الأئمة المنحدرين من محمد بن إسماعيل، والتي ستستمر بعده. ونتيجة ذلك، قبل الإسماعيليون في العصر الفاطمي وجود أئمة مستورين بين محمد بن إسماعيل والمهدي بالله. وفقًا للتقاليد اللاحقة، كان هؤلاء هم عبد الله الأكبر (الإمام الثامن)، وأحمد (الإمام التاسع)، ووالد المهدي بالله، الحسين (الإمام العاشر).

### الإسماعيلية النزارية
في عام 1094، بعد وفاة الخليفة المستنصر بالله، اندلع صراع على الخلافة بين أبنائه، حيث تم تخطي نزار الأكبر لصالح يد المستعلي الأصغر عن طريق تآمر الوزير الأفضل شاهنشاه. قام نزار بثورة في الإسكندرية لكنه هُزم وأُعدم. أدى هذا لانقسام الحركة الإسماعيلية إلى فرعين: النزارية والمستعلية . قاد الفرع النزاري الحسن الصباح في بلاد فارس، ولاقى فوجًا من الأتباع في أراضي المشرق الإسلامي.
تسبب موت نزار بمعضلة في الخلافة للنزارية، حيث تشهد المصادر المعاصرة عدم استخلاف أيّ من أبناء نزار رغم تعددّهم. في ظلّ غياب الإمامة، سكّ العملات المعدنية في قلعة آلموت (وهي مركز الدولة النزارية الإسماعيلية الناشئة في عهد حسن الصباح في وسط بلاد فارس) باسم نزار الملكي "المصطفى بدين الله" حتى عام 1162. ولكن سرعان ما آمن النزارية بأن حفيدًا (أو ابنًا) لنزار هرّب من مصر وأُحضر إلى آلموت، وأنه كان الإمام الشرعي، وأنه كان مستورًا. ومثّل الأئمة المستورين الحسن وخلفاؤه. يعتقد النزاريون المعاصرون أن ثلاثة من هؤلاء الأئمة المستورين عاشوا في آلموت في المخبأ: علي الهادي، ومحمد (الأول) المهتدي، وحسن (الأول) القاهر. وانتهت دور التسر هذه عام 1164 حين ظهر الإمام النزاري الحسن الثاني جديدًا فيما يعرف بالقيامة.
خاض مفهوم الستر المزيد من التغيير لاحقًا، فبدلاً من الإخفاء الجسدي للإمام، أصبح يعني فترة يجب فيها إخفاء الحقائق الروحية؛ وبالتالي أصبح مرادفًا لممارسة التقية، وإخفاء الاعتقاد الحقيقي، بما في ذلك التبني العلني للإسلام السني، والذي أقره الإمام الحسن الثالث (r. 1210–1221 ). 

### الإسماعيلية الطيبية
في أكتوبر 1130، قُتل الخليفة الأمير بأحكام الله على يد عملاء نزاريين، ولم يترك سوى ابنًا رضيعًا هو أبو القاسم الطيب الذي بلغ أشهرًا معدودة من العمر. وفي صراع السلطة الذي تلا ذلك، اختفى الطيب، وتولى عمه الحافظ الخلافة والإمامة عام 1132. تسبب هذا الحيد عن خلافة الابن للأب بحدوث انقسام في الإسماعيلية المستعلية بين من قبل بالحافظ (الحافظيين) وبين أولئك - وأغلبهم في اليمن - الذين أيدوا الطيب (الطيبيون).
مصير الطيب غير معروف، إذ اختفى من المصادر بعد وفاة الأمير. يعتقد المؤرخون المعاصرون أنه إما مات في طفولته أو قُتل على يد أحد المتنافسين على السلطة. وأما الطيبيون فيعتقدون أن الطيب لم يمت، بل أن الأمير عهد به إلى رجل يدعى ابن مدين، وأن ابن مدين وأعوانه أخفوا الطفل عندما وصل قطيفة إلى السلطة. قُتل ابن مدين على يد قطيفة، لكن صهره هرب مع الطيب الذي ذهب حينها للمخبأ. ويقال أن الطيب توفي في المخبأ، لكن كان له أحفاد سلسلة من الأئمة المختبئين تستمر حتى اليوم. تولّت بدلًا من ذلك سلسلة من "الدواعي المطلقة" الزعامة العامة للمجتمع الطيّبي.

## الكونيّات
ويشكل مفهوم الستر أيضًا جزءًا هامًا من علم الكونيات الإسماعيلي، والذي ينص بأن تاريخ البشرية يتألف من سبع أدوار، وأن الحقبات الستة الأولى هي عصور الإخفاء، حيث يجب إخفاء الحقيقة الباطنة للدين وراء الأشكال الظاهرة، أي الوصايا والقوانين الدينية. وسوف تتكشف هذه الحقائق علانية خلال الحقبة السابعة، في "دور الكشف" في آخر الزمان الذي يأتي به القائم.
ووسّع الطيبيون هذا الإطار لسلسلة متواصلة من الدورات المكوّنة من سبع حقبات، حيث تتبع كل دور ستر دور ظهور. ويُعتقد أن هذه العملية ستنتهي بقيامة القيامات التي سيبشر بها القائم الأخير.